# Jozef-Šimon Turík
Jozef-Šimon Turík (sinh 19 tháng 7 năm 1995), là một cầu thủ bóng đá Slovakia thi đấu cho MFK Zemplín Michalovce ở vị trí tiền vệ.
Turík giành chức vô địch DOXXbet liga 2014–15 cùng với MFK Zemplín Michalovce.

## Sự nghiệp câu lạc bộ
Turík sinh ra ở Snina ở Slovakia. Anh ra mắt tại Fortuna Liga cho MFK Zemplín Michalovce trước FK AS Trenčín ngày 18 tháng 7 năm 2015.